# Eucheir (Maler)
Eucheir, auch Euchir und Eucheiros (altgriechisch Εὔχειρ Eúcheir oder Εὔχειρος Eúcheiros) war ein mythischer griechischer Maler.
Eucheir soll ein Vetter des Daidalos gewesen sein. Seine Lebensdaten sind demnach unbekannt. Bei Plinius dem Älteren ist eine Aussage des Aristoteles überliefert, nach der Eucheir der Erfinder der Malerei war. Die versuchte Gleichsetzung mit dem gleichnamigen, ebenfalls bei Plinius überlieferten Koroplasten, der angeblich mit seinen Kollegen Eugrammos und Diopos von Korinth kommend die Tonbildnerei in Etrurien einführte, ist zweifelhaft.

## Belege
1. ↑  Plinius der Ältere, Naturgeschichte 7,205
2. ↑  Plinius der Ältere, Naturgeschichte 35,152

| Personendaten    | Personendaten                                                       |
| ---------------- | ------------------------------------------------------------------- |
| NAME             | Eucheir                                                             |
| ALTERNATIVNAMEN  | Euchir; Eucheiros; Εϋχειρ (altgriechisch); Εϋχειρος (altgriechisch) |
| KURZBESCHREIBUNG | mythischer griechischer Maler                                       |
| GEBURTSDATUM     | zwischen 20. Jahrhundert v. Chr. und 5. Jahrhundert v. Chr.         |
| STERBEDATUM      | zwischen 20. Jahrhundert v. Chr. und 5. Jahrhundert v. Chr.         |